# 10989 Dolios
A 10989 Dolios (ideiglenes jelöléssel 1973 SL1) egy kisbolygó a Naprendszerben. Cornelis Johannes van Houten,  Ingrid van Houten-Groeneveld és Tom Gehrels fedezte fel 1973. szeptember 19-én.